# Настольный теннис на Маккабиаде 2022
Соревнования по настольному теннису на маккабиаде 2022 прошли с 17 по 21 июля. Турнир проходил в спортивном комплексе Метро-Вест в Раанане.
Участвовало 165 спортсменов из 24 стран:  (6),  (1),  (19),  (4),  (9),  (2),  (14),  (2),  (50),  (1),  (3),  (1),  (6),  (5),  (2),  (2),  (1),  (1),  (17),  (4),  (1),  (4),  (1),  (1).
- Соревнования прошли в следующих возрастных категориях: Юниоры: U16 и U18, Открытые соревнования и Ветераны: 40+ и 60+. Так же прошли соревнования в паралимпийском теннисе.

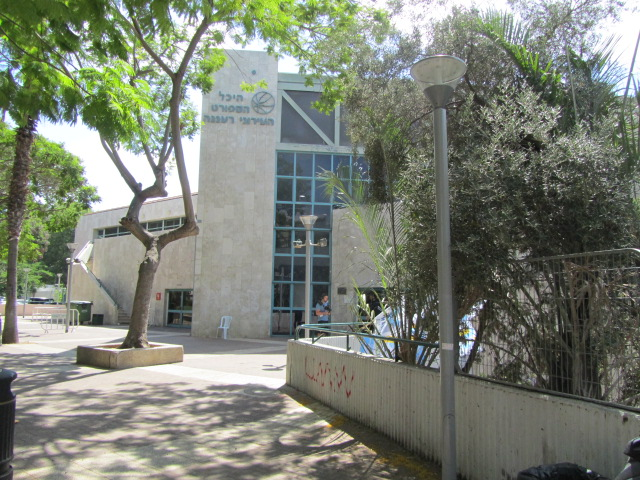
Зал Метро-Вест Раанана

## Юниоры U16

### Медалисты
| Разряд                   | Золото                                       | Серебро                                      | Бронза                                            |
| ------------------------ | -------------------------------------------- | -------------------------------------------- | ------------------------------------------------- |
| Мужской одиночный разряд | Ури Альмор                                   | Игнас Шишановас                              | Натанэль Абрамов                                  |
| Мужской одиночный разряд | Ури Альмор                                   | Игнас Шишановас                              | Офек Битан                                        |
| Женский одиночный разряд | Элишева Гаврилов                             | Роми Тилкин                                  | Иудит Брунштейн                                   |
| Женский одиночный разряд | Элишева Гаврилов                             | Роми Тилкин                                  | Элия Степман                                      |
| Мужские пары             | Израиль · Ури Альмор · Натанэль Абрамов      | Германия · Давид Бондаревский · Ясин Кокабаш | Израиль · Бен Горенштейн · Офек Битан             |
| Мужские пары             | Израиль · Ури Альмор · Натанэль Абрамов      | Германия · Давид Бондаревский · Ясин Кокабаш | Турция · Арель Барзилай · Амир Иохай              |
| Женские пары             | Израиль · Иудит Брунштейн · Элишева Гаврилов | Израиль · Лиэль Шот · Роми Тилкин            | Команда репатриантов Виктория Корб София Нихневич |
| Женские пары             | Израиль · Иудит Брунштейн · Элишева Гаврилов | Израиль · Лиэль Шот · Роми Тилкин            | Израиль Элия Степман · Германия Ханна Столяр      |
| Смешанный разряд         | Израиль · Ури Альмор · Роми Тилкин           | Израиль · Лиэль Шот · Натанэль Абтамов       | Израиль · Иудит Брунштейн · Лиор Сереф            |
| Смешанный разряд         | Израиль · Ури Альмор · Роми Тилкин           | Израиль · Лиэль Шот · Натанэль Абтамов       | Ясин Кокабаш Ханна Столяр                         |
| Командные соревнования   | Израиль                                      | Германия                                     | Турция                                            |
| Командные соревнования   | Израиль                                      | Германия                                     | Австралия · Панама · Бразилия                     |

### Общий зачёт по странам
| Место | Страна               | Золото | Серебро | Бронза | Всего |
| ----- | -------------------- | ------ | ------- | ------ | ----- |
| 1     | Израиль              | 6      | 3       | 3,25   | 12,25 |
| 2     | Германия             | 0      | 2       | 0,75   | 2,75  |
| 3     | Литва                | 0      | 1       | 0      | 1     |
| 4     | Турция               | 0      | 0       | 1      | 1     |
| 5     | Команда репатриантов | 0      | 0       | 0,5    | 0,5   |
| 6     | Австралия            | 0      | 0       | 0,17   | 0,17  |
| 6     | Панама               | 0      | 0       | 0,17   | 0,17  |
| 6     | Бразилия             | 0      | 0       | 0,17   | 0,17  |
| Всего | Всего                | 6      | 6       | 6      | 18    |

## Юниоры U18

### Медалисты
| Разряд                   | Золото                                      | Серебро                                       | Бронза                                          |
| ------------------------ | ------------------------------------------- | --------------------------------------------- | ----------------------------------------------- |
| Мужской одиночный разряд | Ури Альмор                                  | Игнас Шишановас                               | Натанэль Абрамов                                |
| Мужской одиночный разряд | Ури Альмор                                  | Игнас Шишановас                               | Команда репатриантов Максим Голдин              |
| Женский одиночный разряд | Герда Шишановайте                           | Милли Рогов                                   | Элизавета Бобровская                            |
| Женский одиночный разряд | Герда Шишановайте                           | Милли Рогов                                   | Элла Шавит                                      |
| Мужские пары             | Израиль · Итай Авиви · Итай Шушан           | Аргентина · Тобиас Гуревич · Игнасио Хаймович | Израиль · Амит Ицхак · Эмануэль Коэн            |
| Мужские пары             | Израиль · Итай Авиви · Итай Шушан           | Аргентина · Тобиас Гуревич · Игнасио Хаймович | Аргентина · Рони Ариэль · Николас Вайцман       |
| Женские пары             | Израиль · Элла Шавит · Николь Репин         | Израиль · Элизавета Бобровская · Ширан Килот  | Великобритания · Милли Рогов · ЮАР · Кира Сорур |
| Женские пары             | Израиль · Элла Шавит · Николь Репин         | Израиль · Элизавета Бобровская · Ширан Килот  | Германия Ханна Столяр · Литва Герда Шишановайте |
| Смешанный разряд         | Израиль · Елизавета Бобровская · Итай Шушан | Израиль · Николь Репин · Эмануэль Коэн        | Элла Шавит Итай Авиви                           |
| Смешанный разряд         | Израиль · Елизавета Бобровская · Итай Шушан | Израиль · Николь Репин · Эмануэль Коэн        | Милли Рогов Габриэль Шоггер                     |
| Командные соревнования   | Израиль                                     | Аргентина                                     | Великобритания                                  |
| Командные соревнования   | Израиль                                     | Аргентина                                     | Турция · Германия                               |

### Общий зачёт по странам
| Место | Страна               | Золото | Серебро | Бронза | Всего |
| ----- | -------------------- | ------ | ------- | ------ | ----- |
| 1     | Израиль              | 5      | 3       | 2,5    | 10,5  |
| 2     | Великобритания       | 0      | 1       | 1.25   | 2.75  |
| 3     | Аргентина            | 0      | 2       | 0,5    | 2,5   |
| 4     | Литва                | 1      | 0       | 0,25   | 1,25  |
| 5     | Команда репатриантов | 0      | 0       | 0,5    | 0,5   |
| 6     | Германия             | 0      | 0       | 0,5    | 0,5   |
| 7     | ЮАР                  | 0      | 0       | 0,25   | 0,25  |
| 8     | Турция               | 0      | 0       | 0,25   | 0,25  |
| Всего | Всего                | 6      | 6       | 6      | 18    |

### Общий зачёт по странам (юниоры)
| Место | Страна               | Золото | Серебро | Бронза | Всего |
| ----- | -------------------- | ------ | ------- | ------ | ----- |
| 1     | Израиль              | 11     | 6       | 5,75   | 22,75 |
| 2     | Германия             | 0      | 2       | 1,25   | 3,25  |
| 3     | Великобритания       | 0      | 1       | 1.25   | 2.75  |
| 4     | Аргентина            | 0      | 2       | 0,5    | 2,5   |
| 5     | Литва                | 1      | 1       | 0,25   | 2,25  |
| 6     | Турция               | 0      | 0       | 1,25   | 1,25  |
| 7     | Команда репатриантов | 0      | 0       | 1      | 1     |
| 8     | ЮАР                  | 0      | 0       | 0,25   | 0,25  |
| 9     | Австралия            | 0      | 0       | 0,17   | 0,17  |
| 9     | Панама               | 0      | 0       | 0,17   | 0,17  |
| 9     | Бразилия             | 0      | 0       | 0,17   | 0,17  |
| Всего | Всего                | 12     | 12      | 12     | 36    |

## Открытые соревнования

### Медалисты
| Разряд                           | Золото                                               | Серебро                                        | Бронза                                         |
| -------------------------------- | ---------------------------------------------------- | ---------------------------------------------- | ---------------------------------------------- |
| Мужской одиночный разряд         | Сборная репатриантов Лев Кацман                      | Амит Горен                                     | Михаэль Таубер                                 |
| Мужской одиночный разряд         | Сборная репатриантов Лев Кацман                      | Амит Горен                                     | Сборная репатриантов Роман Дерипаска           |
| Женский одиночный разряд         | Катарина Михайлова                                   | Синай Ицхаки                                   | Элинор Давидов                                 |
| Женский одиночный разряд         | Катарина Михайлова                                   | Синай Ицхаки                                   | Лиза Михайлова                                 |
| Мужские пары                     | Израиль · Ионатан Шустерман · Михаэль Таубер         | Израиль · Амит Горен · Алексис Оренсель        | Панама · Якобо Ваниш · США · Таль Лейбович     |
| Мужские пары                     | Израиль · Ионатан Шустерман · Михаэль Таубер         | Израиль · Амит Горен · Алексис Оренсель        | Франция · Кирилл Симон · Матан Симон           |
| Женские пары                     | Израиль · Камит Дор · Синай Ицхаки                   | Германия · Катарина Михайлова · Лиза Михайлова | Израиль · Виталь Карлин · Элинор Давидов       |
| Женские пары                     | Израиль · Камит Дор · Синай Ицхаки                   | Германия · Катарина Михайлова · Лиза Михайлова | Литва Герда Шишановайте · Нета Алон            |
| Смешанный разряд                 | Германия · Лиза Михайлова · Израиль · Михаэль Таубер | Германия · Тим Атраров · Катарина Михайлова    | Панама · Якобо Ваниш · Израиль · Виталь Карлин |
| Смешанный разряд                 | Германия · Лиза Михайлова · Израиль · Михаэль Таубер | Германия · Тим Атраров · Катарина Михайлова    | Сиело Ротринг Алексис Оренсель                 |
| Командные соревнования (женщины) | Израиль                                              | Германия                                       | Аргентина · Литва · США · Сборная репатриантов |
| Командные соревнования (женщины) | Израиль                                              | Германия                                       |                                                |
| Командные соревнования (мужчины) | Израиль                                              | Франция                                        | Панама · Литва · Бразилия                      |
| Командные соревнования (мужчины) | Израиль                                              | Франция                                        | Германия                                       |

### Общий зачёт по странам
| Место | Страна               | Золото | Серебро | Бронза | Всего |
| ----- | -------------------- | ------ | ------- | ------ | ----- |
| 1     | Израиль              | 4,5    | 2,5     | 1,75   | 8,75  |
| 2     | Германия             | 1,5    | 3       | 1      | 5,5   |
| 3     | Команда репатриантов | 1      | 0       | 0,75   | 1,75  |
| 4     | Франция              | 0      | 1       | 0,5    | 1,5   |
| 5     | Аргентина            | 0      | 0,5     | 0,75   | 1,25  |
| 6     | Литва                | 0      | 0       | 0,92   | 0,92  |
| 7     | Панама               | 0      | 0       | 0,67   | 0,67  |
| 8     | США                  | 0      | 0       | 0,5    | 0,5   |
| 6     | Бразилия             | 0      | 0       | 0,17   | 0,17  |
| Всего | Всего                | 7      | 7       | 7      | 21    |